# Орден Республики Македония
Орден Республики Македония (макед. Орден на Република Македонија) — высшая государственная награда Республики Северная Македония.

## История
Орден Республики Македония был учреждён 27 июня 2002 года как высшая государственная награда, вручаемая видным деятелям и организациям за их исключительный вклад в суверенитет и независимость Республики Македонии, за их вклад в развитие и укрепление сотрудничества и дружественных отношений с другими странами, а также за их вклад во все сферы общественной жизни.

## Описание

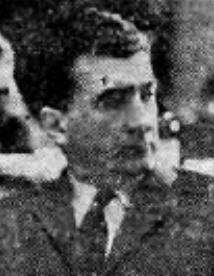
Президент Республики Македония Киро Глигоров с знаком ордена на груди

Автор дизайна ордена — Сашо Байракторав.
Инсигнии ордена состоят из знака на орденской цепи, нагрудной звезды и широкой черезплечной шёлковой муаровой ленты. Изготавливаются из 18-каратного золота с инкрустацией драгоценными камнями.
Знак ордена — круглая медаль диаметром 57 мм. В центре в ажурном узоре укреплён крупный рубин диаметром 9 мм. По краю окантовка инкрустированная 54 бриллиантами диаметром 1,55 мм. Знак при помощи переходного звена в виде стилизованной птицы, крепится к орденской цепи. Орденская цепь состоит из соединённых между собой кольцами звеньев двух типов: круглый медальон с ажурным орнаментом инкрустированным шестью рубинами диаметром 2,7 мм; неправильной формы с вписанным в него государственным флагом в цветных эмалях.
Звезда ордена представляет собой 30-ти лучевое солнце с закреплёнными рубинами диаметром 2,7 мм на концах лучиков. В центре звезды изображение знака ордена с такой же инкрустацией драгоценными камнями.
В инсигнии ордена входит орденская планка обтянутая шёлковой муаровой лентой красного цвета с жёлтыми полосками, отстающими от края.

## Личности, организации и предприятия, награждённые орденом Республики
- Киро Глигоров (2005) — первый президент Македонии
- Борис Трайковский (посмертно, 2005) — второй президент Македонии
- Македонская академия наук и искусств (2007)
- Университет Святых Кирилла и Мефодия в Скопье (2007)
- Македонская православная церковь (2007)[1]
- Методи Андонов-Ченто (посмертно, 22 октября 2011) — первый председатель президиума Антифашистского собрания по народному освобождению Македонии
- Джордж Уокер Буш (27 сентября 2015) — 43-й Президент США